# Кенсет (Ајова)
Кенсет (енгл. Kensett) град је у америчкој савезној држави Ајова. По попису становништва из 2010. у њему је живело 266 становника.

## Демографија
Према попису становништва из 2010. у граду је живело 266 становника, што је -14 (-5.0%) становника више него 2000. године.
| Група             | 2000.        | 2010.       |
| Белци             | 280 (100.0%) | 260 (97,7%) |
| Афроамериканци    | 0 (0,0%)     | 0 (0,0%)    |
| Азијати           | 0 (0,0%)     | 3 (1,1%)    |
| Хиспаноамериканци | 0 (0,0%)     | 2 (0,8%)    |
| Укупно            | 280          | 266         |